# Digamma
Digamma, waw hoặc wau (chữ hoa: Ϝ, chữ thường: ϝ, chữ số: ϛ) là một chữ cái cổ của bảng chữ cái Hy Lạp. Ban đầu nó tượng trưng cho âm /w/ nhưng chủ yếu vẫn được sử dụng như một chữ số Hy Lạp với ý nghĩa là 6. Mặc dù ban đầu nó được gọi là waw hoặc wau, tên gọi phổ biến nhất của nó trong tiếng Hy Lạp cổ là digamma; như một chữ số, nó được gọi là episēmon trong thời kỳ Byzantine và hiện được gọi là stigma sau khi kết hợp ký tự Hy Lạp σ-τ thành ϛ. 
Hình dạng của chữ cái đã trải qua quá trình phát triển từ  qua , , ,  đến  hoặc , mà tại thời điểm đó đã được hợp nhất với chữ ghép σ-τ thành . Trong các bản in hiện đại, có sự phân biệt giữa chữ cái trong vai trò là phụ âm, được biểu diễn là "Ϝ" với biến thể chữ thường hiện đại của nó là "ϝ", ký hiệu số được biểu diễn bằng "ϛ". Trong tiếng Hy Lạp hiện đại, ký tự này thường được thay thế bằng chữ ghép στ.